# Calumet River
Der Calumet River (von Calumet, ˌkæljʊˈmɛt, „Friedenspfeife“) ist ein System aus stark industrialisierten Flüssen und Kanälen zwischen Chicago in Illinois und Gary in Indiana. Früher waren der Little Calumet River und der Grand Calumet River ein Fluss. Ersterer floss von Indiana nach Illinois und dann zurück nach Osten zu seiner Mündung in den Michigansee bei Marquette Park in Gary.

## Hintergrund
Der Name „Calumet“ leitet sich ab von einem französischen Kolonialnamen für eine bestimmte Art von Friedenspfeife der Indianer, die als universelles Zeichen des Friedens unter den Illiniwek galt und die Pere Marquette im Jahre 1673 gezeigt wurde.
Vor der Veränderung durch den Menschen floss das Wasser westwärts von LaPorte County entlang des Little Calumet River, machte eine Haarnadelkurve bei Blue Island und floss dann ostwärts entlang des Grand Calumet River bei Miller Beach in Blue Island in den Michigansee. Das Gebiet ist sehr flach, und der Verlauf und sogar die Flussrichtung des Flusssystems hat sich immer wieder verändert. Die geringe Neigung sorgt dafür, dass der Fluss nur eine sehr geringe Strömung aufweist.
Industrie entwickelte sich im Gebiet des Calumet River ab etwa den 1870er-Jahren. 1890 war der westliche Teil des Grand Calumet River durch die Abfälle von Stahlverarbeitung, einer Fleischfabrik sowie Kleber- und Stärkefabriken stark verschmutzt. Die Industrie verbreitete sich entlang des östlichen Teils des Flusses zwischen 1890 und 1910 mit ähnlichen Ergebnissen. Diese Jahrzehnte der unregulierten Verschmutzung haben die Flusssedimente bis heute stark verschmutzt hinterlassen.
Im September 2008 wurden die Gebiete von Lake und Porter County zu Katastrophengebieten erklärt. Der Little Calumet River durchbrach seinen Deich und überflutete Teile der Städte Munster und Highland. Im September 2019 benachrichtigte die in Luxemburg ansässige ArcelorMittal die Behörden Indianas darüber, dass giftige Abwässer aus ihrem Stahlwerk in einen Arm des Little Calumet River geflossen seien, was zu einer kurzzeitigen Sperrung von drei Stränden am Lake Michigan führte.
The Calumet River entwässerte ursprünglich nur den Lake Calumet in den Michigansee bei der South Side von Chicago. Ein Kanal, der ihn verlängerte, wurde Einer Sage nach von Voyageuren in einem Bereich erbaut, wo viele Bootstransporte erfolgten. Dort habe ein Aushub die beiden Calumet Rivers verbunden, an dem Punkt, wo der Name von Grand zu Little wechselt.
Der T. J. O’Brien Lock and Dam wurde 1960 im Fluss errichtet, um den Austausch von Wasser zwischen dem Lake Michigan und dem Fluss zu regulieren.
Der Grand Calumet River, dessen Quelle in Miller Beach liegt, fließt 25,7 Kilometer durch die Städte Gary, East Chicago und Hammond sowie Calumet City und Burnham auf der Illinois-Seite. Der Großteil des Flusswassers fließt in den Michigansee über den Indiana Harbor and Ship Canal. Etwa 42 Kubikmeter Wasser fließen aus dem Fluss pro Sekunde in den See. Heutzutage stammt ein großer Teil des im Fluss transportierten Wassers aus städtischen und industriellen Abwässern. Obwohl die Einleitungen reduziert wurden, wurde das Gebiet weiterhin kontaminiert.

### Little Calumet River
Der Little Calumet River floss ursprünglich durch das New Durham Township im LaPorte County in Indiana bis zu seinem Zusammenfluss mit dem Grand Calumet und dem Calumet-Fluss, aber der Bau des Burns Waterway 1926 zerteilte den Little Calumet River effektiv in einen westlichen und einen östlichen Ast. Er westliche Ast ist jetzt bekannt als der eigentliche Little Calumet River und fließt durch, oder vorbei, an Portage, Lake Station, Gary, Highland, Griffith, Munster und Hammond, South Holland, Dolton, Lansing, Calumet City, Harvey, Riverdale, Phoenix, Dixmoor, Burnham und Blue Island in Illinois. Er fließt mit dem Grand Calumet River zum Calumet River zusammen. Dieser Flussabschnitt ist 66 Kilometer lang. Sein Lauf ist seit 1926 durch den Bau des Burns Waterway in zwei Teile zerteilt. Der Teil östlich des Hart Ditch in Munster fließt ostwärts in den Burns Waterway und von dort in den Lake Michigan. Der Teil westlich des Hart Ditch in Munster fließt westwärts in den Calumet River und Cal-Sag Channel. Der Little Calumet hat eine Länge von 175 Kilometern. Sein Einzugsgebiet ist 550 km² groß. Die wichtigsten Zuflüsse sind der Deep River, dessen Zufluss Turkey Creek, sowie der Salt Creek, ein Zufluss des East Arm Little Calumet River. Alle Zuflüsse entspringen der Valparaiso-Moräne und fließen nordwärts in den Little Calumet River.
Der East Arm Little Calumet River, auch bekannt als Little Calumet River East Branch, beginnt knapp östlich von Holmesville in dem Ort New Durham Township im LaPorte County in Indiana, fließt dann durch Chesterton, Porter und Burns Harbor, wo er verbunden ist mit dem Port of Indiana-Burns Waterway. Er hat eine Gesamtlänge von 35 Kilometern. Er floss weiter westwärts Richtung Illinois als Little Calumet River, aber die Errichtung des Burns Waterway im Jahre 1926 leitete seinen Wasserfluss teilweise in den Lake Michigan ab.
Bis in die späten 1940er- oder frühen 1950er-Jahre führte der Calumet River stark verschmutztes Abwasser, und die einzigen im Fluss lebenden Fische waren Karpfen. Bei starkem Frühlingsregen überflutete der Fluss oft Gebiete angrenzender Flüsse.
Der Litte Calumet River wurde seit 1990 im Rahmen eines 200 Millionen US-Dollar teuren Flutregulierungs- und Regenerierungsprogramms vom Chicago District des United States Army Corps of Engineers umgebaut. Das Projekt sollte 2013 beendet sein. Das Projekt umfasste den Bau von 35 km an Deichen und Mauern, eines Regulierungsbauwerks bei Hart Ditch und fast 27 km an Wanderwegen. Außerdem wurden 11 km des Flusses verlagert, um den Wasserfluss zu verbessern. Zudem wurden die Brücken, über die Schnellstraßen führen, verändert, sodass ein ungehinderter Wasserfluss möglich ist. Ein Flutwarnsystem wurde ebenfalls eingerichtet. Sobald es vollendet ist, wird dieses Projekt über 9500 Haushalte und Unternehmen in den Städten Gary, Griffith, Hammond und Munster in Indiana beschützen und ungefähr 11 Millionen US-Dollar an jährlichen Flutschäden verhindern. Durch Ausläufer des Hurrikans Ike trat am 15. September 2008 starker Regen in der Uferebene des Little Calumet Rivers auf. Häuser und Einkaufszentren im nördlichen Munster und südlichen Hammond wurden evakuiert. Durch die Flut wurden hunderte Häuser beschädigt. Kürzlich wurden ein neuer Deich entlang der Northcote Avenue in Munster gebaut, um die Einwohner vor künftigen Flutereignissen zu schützen.

### Calumet-Saganashkee-Kanal
Der Calumet-Saganashkee-Kanal ist ein Schifffahrtskanal im südlichen Cook County. Er dient als Kanal zwischen dem Little Calumet River und dem Chicago Sanitary and Ship Canal. Er ist 26 km lang and war ein Einstich über eine Zeit von 11 Jahren, von 1911 bis 1922.
Der Calumet-Saganashkee-Kanal dient der Binnenschifffahrt und war ein aktiver Bereich der Schwerindustrie in der südlichen Nachbarschaft der Stadt Chicago und angrenzender Vorstädte. Seit 2006 wurde er hauptsächlich zur Ableitung von Abwasser aus dem südlichen Cook Country, inklusive des Deep Tunnel Project im Bereich Chicago, in den Illinois Waterway benutzt. Er wurde im Sommer auch von Sportbooten benutzt.
Die westlichen 7,3 km des Kanals verlaufen durch das Schutzgebiet Palos Hills Forest, eine große Parklandschaft, die von der Forest Preserve District of Cook County betrieben wird.
Der Cal-Sag Channel diente als Ruderstrecke der Panamerikanischen Spiele 1959.
Der Calumet-Sag Trail, ein 41 km langer Radweg, wird den Kanal umgeben und vom Chicago Sanitary and Ship Canal zum Burnham Greenway verlängert sein, sobald er vollendet ist.